# Ramal Higueritas-Panulcillo
El ramal Higueritas-Panulcillo fue una línea de ferrocarril existente en la región de Coquimbo, Chile, que unía el mineral de Panulcillo con el ferrocarril Longitudinal Norte.

## Historia
Tras el establecimiento de la mina de Panulcillo en 1866, se hizo necesaria la construcción de una vía férrea que conectara dicho yacimiento con los puertos de Coquimbo y Guayacán; con este último se firmó un contrato de exclusividad mediante el cual la fundición de Guayacán se comprometía a no adquirir minerales de otros yacimientos cercanos a Panulcillo.
El ramal entre Higueritas y Panulcillo fue inaugurado en 1868, 2 años después de que la vía férrea alcanzara la estación Higueritas. La vía partía desde el establecimiento de la fundición de Panulcillo.
Tras el cierre de la mina a inicios del siglo XX la vía fue clausurada en 1936, quedando abandonada y posteriormente levantada.

## Trazado
Existen divergencias sobre la longitud total del trazado del ramal. Eduardo González Pacheco (1954) señala que el ramal era de 5 km, mientras que Santiago Marín Vicuña (1916) señala que el ramal era de 7 km de extensión, al igual que José Olayo López (1910), mientras que algunas fuentes llegan a señalar una extensión total de 10 km.